# Courtney Conlogue
Courtney Conlogue (Orange, California, 25 de octubre de 1992) es una surfista profesional estadounidense.

## Logros
En el año 2009, Conlogue llega a la Billabong ISA World Surfing Games, integrando el equipo de Estados Unidos y logra la medalla de oro, venía de actuaciones monumentales, incluyendo la medalla de plata en el Campeonato del Mundo Junior ISA en Ecuador, y una victoria en el Abierto de Estados Unidos de Surf, en Huntington Beach, CA. A.
Desde el año 2007 y hasta el año 2012, Conlogue ha sido una surfista destacada, logrando muchas victorias en su categoría.

### Resultados de su carrera profesional
- 2007 Gold Medal Summer X Games.
- 2008 1° en Vans WQ, Huntington Beach.
- 2008 1° en Open Women's NSSA Nationals.[5]
- 2008 1° en Surfing Championships.
- 2009 1° en US Open Women's Champ.
- 2009 1° en ISA World Championships.
- 2009 Team USA wins ISA World Surfing Games in Costa Rica.[6]
- 2010 2° en Billabong Women s Azores Island Pro ASP 6 Star.
- 2011 1° en Drug Aware Pro ASP 6 Star.
- 2011 2° en Hawaii's Coco Ho Wins Legendary Pacific Coast Surf Pro.
- 2012 (2 de junio), ha ganado el ASP 6-Star Girls Swatch Pro France.[7]
- 2013 (25 de agosto), ha ganado el ASP 6-Star Girls Swatch Pro France.
- 2015 ha ganado el WSL-ASP Drug Aware Marget River Pro